# 링월드
《링월드》(Ringworld)는 래리 니븐의 1970년 SF 소설이다. 외계 문명이 건설한 지름 3억 킬로미터 규모의 거대한 고리 ‘링월드’를 탐사하는 내용으로 되어 있다.